# Haritalopha indentalis
Haritalopha indentalis är en fjärilsart som beskrevs av Alfred Ernest Wileman 1915. Haritalopha indentalis ingår i släktet Haritalopha och familjen nattflyn. Inga underarter finns listade i Catalogue of Life.